# Louis Michel (physicien)
Pour les articles homonymes, voir Louis Michel et Michel.
Louis Michel, né le 4 mai 1923 à Roanne (Loire) et mort le 30 décembre 1999 à Paris, est un physicien mathématicien français.
Il a notamment travaillé sur la symétrie des lois de la nature, en théorie des particules et dans l’unification des interactions fondamentales et s’est ensuite intéressé à la cristallographie.

## Biographie
Louis Michel a effectué ses études à l’École polytechnique (X1943). Après la Seconde Guerre mondiale, il vécut à Manchester où il travailla sur les interactions faibles. Il obtint sa thèse dans ce domaine en 1953 à l'université de Manchester. Il a également travaillé à Copenhague, ainsi qu'à l'Institute for Advanced Study de Princeton. De retour en France, il a enseigné à Lille et Orsay avant de créer le Centre de physique théorique de l’École polytechnique en 1958. En 1962, il devient professeur permanent à l’IHÉS (Institut des hautes études scientifiques) à Bures-sur-Yvette où il est resté jusqu’à sa retraite en 1992, et en tant qu’émérite jusqu’à sa mort.
Louis Michel a été président de la Société française de physique entre 1978 et 1980, et membre de l’Académie des sciences à partir de 1979. En 1975, il obtient le prix Félix-Robin. En 1984, il a reçu la médaille Wigner car il a été, comme Eugene Wigner, l'un des grands promoteurs de l'usage de la théorie des groupes en physique, tant dans la théorie des particules élémentaires qu'en cristallographie. Louis Michel était également docteur honoris causa des universités de Louvain et de l'université autonome de Barcelone.
Ses activités scientifiques dans l’univers de la physique théorique englobent de nombreux domaines, des particules élémentaires et la physique des hautes énergies aux cristaux ; il a été pionnier dans la brisure spontanée de symétrie dans de nombreux contextes. Son nom est associé à l’équation de Bargman-Michel-Telegdi qui décrit l’évolution du spin dans un champ magnétique, la théorie des transitions de phase comme une brisure de symétrie, la théorie de Michel-Radicati pour l’octet SU(3) et plus généralement sa théorie géométrique de la brisure spontanée de symétrie,, ainsi que plusieurs résultats en cristallographie.
Après sa mort, l'IHÉS a créé la chaire Louis Michel pour les éminents visiteurs de longue durée afin d’honorer sa mémoire.

## Décorations

### Décorations officielles
- Officier de la Légion d'honneur
- Officier des Palmes académiques

### Autres distinctions
- Prix Félix-Robin (1975)
- Membre de l’Académie des sciences (1979)
- Médaille Wigner (1984)